# Tihanyi-félsziget
A Tihanyi-félsziget a Balaton nagy félszigete, mely annak északi partjáról Aszófő táján nyúlik be a tóba. Magyarország egyik legváltozatosabb tája; itt hozták létre az első tájvédelmi körzetet. Közigazgatásilag a teljes félsziget Tihanyhoz tartozik, legfontosabb közútja a 71-es főútból kiágazó és ugyanabba vissza is torkolló 7117-es út.

## Domborzata
A félsziget átlagosan 2 km széles, és túlnyomóan mocsaras földnyelv kapcsolja a szárazföldhöz, mely földnyelv csak 6 méterrel emelkedik a tó szintje fölé. Maga a félsziget 5 km hosszú és legnagyobb szélessége 3,5 km.

A Tihanyi-félsziget térképe

Partjait meredek dombsor alkotja, mely az egész félszigetet övezi és legmagasabb csúcsaiban (Csúcshegy 235 m, Óvár 214 m, Hármashegy 212 m) 120-130 méternyire emelkedik a Balaton szintje fölé.
Ezek a hegyek egy völgykatlant vesznek körbe, amelyet egy harántos emelkedés két mélyedésre oszt; egyik a Belső-tó (131 m) közvetlenül Tihany mellett, a másik a mocsaras Külső-tó (116 m).
A félsziget kőzete homokkő, tufa-vulkán tevékenység során bazalt kiömlésekor a felszínre került tefra  megszilárdult és cementálódott bázisos, vulkáni törmelékes kőzete a bazalttufa (Tihanyban az Óvar északi oldalán a Barátlakásoknál jól látható ez a puha és faragható kőzet) és kovás mészkő.

## Földtörténet

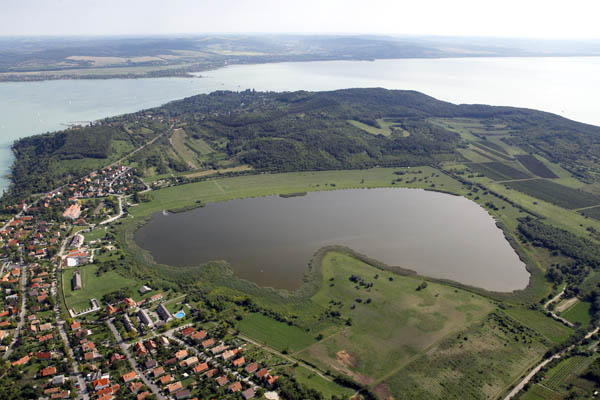
A Tihanyi-félsziget déli része légifotón

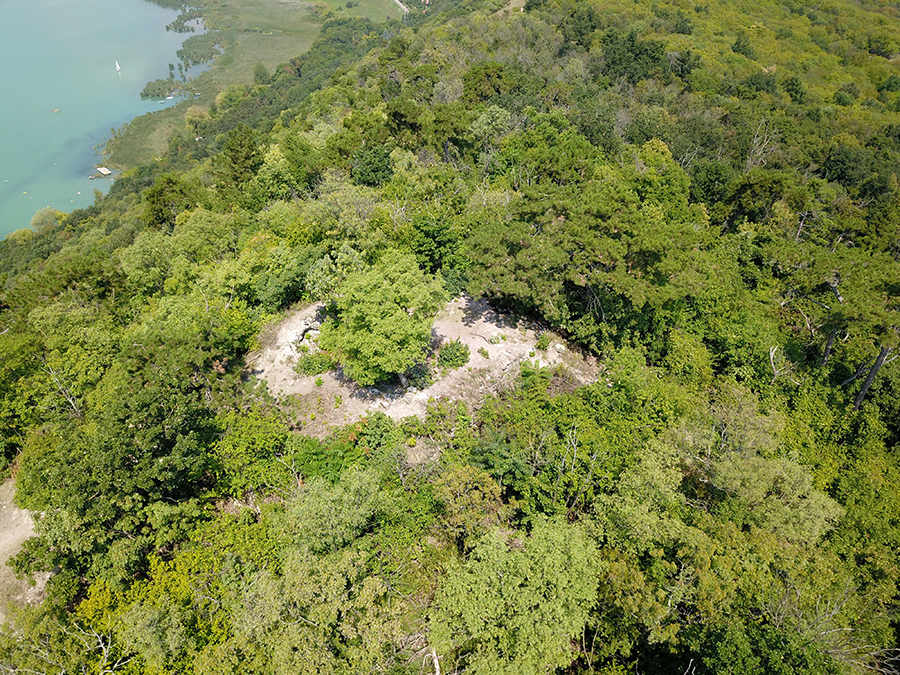
Tihany, Csúcshegy - légi felvétel

A Balaton tektonikai süllyedésekkel keletkezett mintegy 25 ezer évvel ezelőtt. Ebbe nyúlik be a Tihanyi-félsziget, amely a tavat két medencére osztja. A táj arculatát a vulkanikus erők évmilliókkal ezelőtt alakították ki, amelyről napjainkban a két óriási méretű kaldera tanúskodik. E krátermaradványokban alakult ki két lefolyástalan tó, a Belső-tó és a Külső-tó. A vulkanikus utótevékenység során feltörő hőforrások több mint száz gejzírkúpot formáltak a félsziget területén, közülük legszebb az Aranyház.
A félsziget alapját a Pannon-tengerből származó üledékek, homok- és agyagrétegek alkotják. A pannon üledékek fölött különböző vastagságú vulkanikus rétegek fekszenek, ezek teszik ki a félsziget fő tömegét. A tűzhányók tevékenységét a későbbiekben hévforrásos utóvulkáni működés követte.

### Balatoni kecskeköröm
A balatoni kecskeköröm a kiédesedő vizű pannóniai beltóban mintegy 5 millió éve élt Congeria ungula caprae nevű kagyló lekoptatott maradványainak népies elnevezése. A miocén és pliocén időszakban a mai Kárpát-medence területén a Pannon-tenger helyezkedett el, a kiédesedő tenger vizében kevés állatfaj élt, de ezek hihetetlen tömegben, leggyakoribb volt közöttük a Congeria ungula caprae nevű kagyló, az úgynevezett kecskeköröm. A Tihanyi-félsziget környékén a hullámok megtámadták a partokat, alámosták, kimosták a rétegekből a Congeria-kagyló héját, mely a hullámzás koptató hatása révén vette fel a kecskeköröm formát. Nagy számban kerültek elő az Akasztó-domb alatt a Gödrösben és a Fehér-parton. A tihanyi kecskeköröm azonban nem csak Tihanyban, hanem a Balaton déli partján is többfelé megtalálható: például Szántódon és Fonyódon.
A balatoni kecskeköröm ma már igazi látványosság.

## Tájegységek

### Apáti-hegy

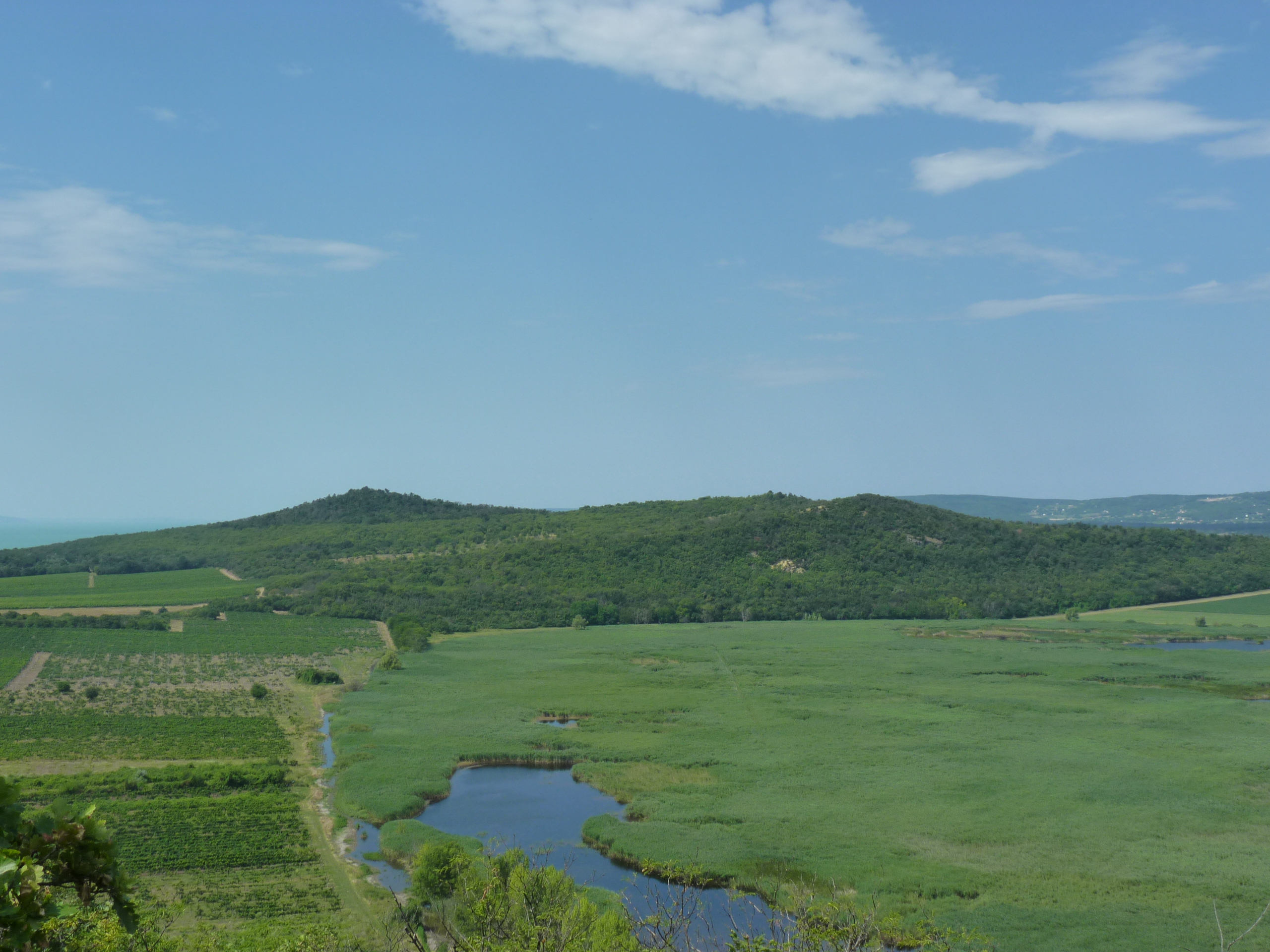
A Csúcs-hegy–Nyereg-hegy vonulat

Az Apáti-hegy a kalderaperemnek a Külső-tóhoz legközelebb eső egysége. Északi oldalán látható a helyreállított Apáti-templomrom, jelezve az egykori Apáti település helyét. Az Apáti-hegy a félsziget egyik legértékesebb élőhelye. A hegytetőn a részben másodlagos gyepekben egész sor mediterrán-szubmediterrán növény él, köztük a vetővirág, az őszi csillagvirág, a borzas szulák, a hártyás galambbegy. Több árvalányhaj-faj található meg a területen, valamint töviskés lucerna és törpe nőszirom is előfordul. A keleti oldal szikláin virít a cseh-tyúktaréj, a pannon madárbirs és a bokros koronafürt. A délszaki klíma a rovaroknak is kedvező, a hazánkban ritka nagy termetű mediterrán kabócafajok, az óriás énekes kabóca és a mannakabóca is szép számban él itt.

Az Apáti-hegy déli oldalán található a félsziget egykori híres levendulásainak maradványa. A levendulatövek telepítését 1924-ben kezdték, s a negyvenes évekre közel száz hektáros ültetvény alakult ki. A későbbiekben mandulafákat is ültettek, a terület kettős hasznosításúvá vált. A hatvanas években felhagytak a műveléssel, s a levendulás java részét szőlővel telepítették be, a maradék mintegy húsz hektáron pedig megindult a beerdősödés. A kilencvenes évek közepétől a Nemzeti Park megkezdte a cserjék visszaszorítását. A fásszárúak rendszeres irtásával, legeltetéssel tartják fenn a régi levendulást. A művelés felhagyása óta az eredeti növényzet részben visszatért.

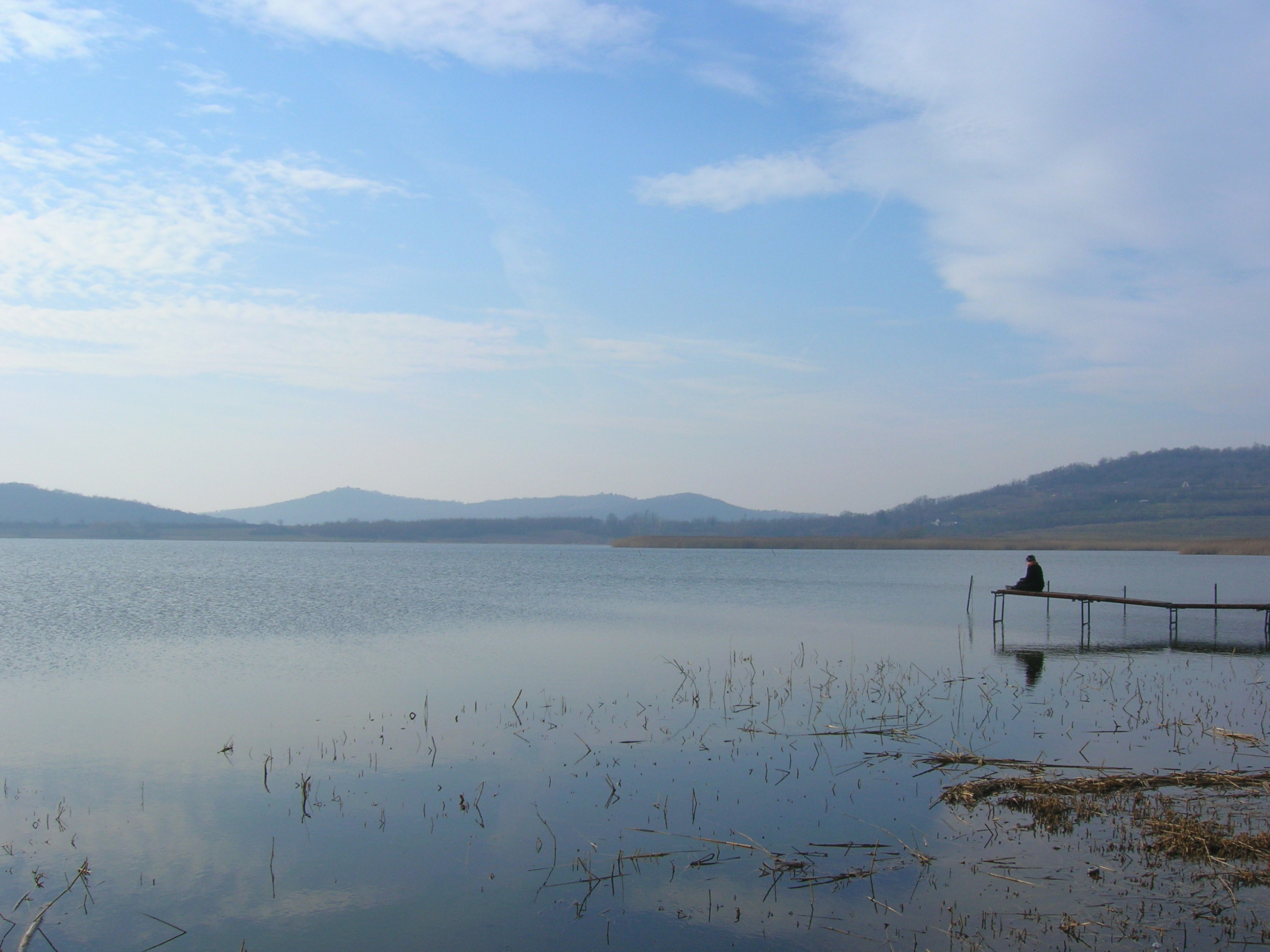
A Belső-tó

### Nyereg-hegy
A Nyereg-hegy a Csúcs-hegyet az Apáti-heggyel összekötő keskeny, sziklás gerinc, melyről csodálatos panoráma nyílik a Balaton-felvidék, a Balaton déli medencéje és a Bozsai-öböl felé. A félsziget egyik legértékesebb földtani képződménye ez az ék alakú hegygerinc. A bazalt-vulkánosság utóműködésének hatására forró víz áramlott az egykori felszínre. A kisebb-nagyobb melegvizű tavakban növénymaradványokat őrző tavi hidrokvarcit és vékony lemezes, kovás mészkő képződött. A mészkő lemezek szeszélyesen gyűrt formája az egykori víz- és kéregmozgások eredménye.

### Csúcs-hegy
A heves utóvulkáni tevékenység hatására egész sor gejzírkúp alakult ki a félszigeten, ezek egyike látható a Csúcs-hegyen. A forráskúp és a feltörő forró víz vájta kürtő ma is szépen látható a félsziget legmagasabb pontján (235 m). A kúpszerűen kiemelkedő sziklák lemezes hidrokvarcitból, kovás mészkőből és tömeges gejziritből állnak.

### Szarkádi-erdő
A félsziget peremének hegyeit nagyrészt erdő borítja, ezek legszebbje a délnyugati oldalon fekvő Szarkádi-erdő. Jellemző faállománya a cseres–kocsánytalan tölgyes, melybe molyhos tölgy, virágos kőris, mezei juhar és mezei szil elegyedik. Néhány különleges tölgy is él itt, így olasz tölgy, ennek a molyhos tölggyel alkotott természetes hibridjei, valamint a kocsánytalan tölgy egyik szárazságtűrő változata, a sokmagvú tölgy. A gazdag cserjeszint alatt sok értékes lágyszárú növény él, köztük a védett bíboros kosbor és a nagyezerjófű. A Szarkádi-erdő állatvilágának jellegzetes tagja a védett nagy hőscincér, a szarvasbogár, az éjszakai lepkék közül pedig a tölgyfa-szender. A mohos fatörzsek tövében rábukkanhatunk az apró termetű pettyes gőtére és a barna ásóbékára. A Szarkádi-erdő jellemző hüllőfaja az erdei sikló, termetesebb példányai a két méteres hosszúságot is elérhetik. A sokféle fafajból álló, vegyes korú erdő változatos élőhelyet kínál az énekesmadaraknak, nagy testű harkályfajok – fekete harkály, szürke és zöld küllő – nagy számban figyelhetők meg a területen, valamint a búbosbankák és seregélyek, karvalyok, erdei fülesbaglyok. Jellemező állatfajok még a mogyorós pele és az apró durvavitorlájú denevérek. A Szarkádi-erdő déli részén, a mai rév fölött található az egykori Újlak település templomának romja.

### Gejzírmező
A Szarkádi-erdő és a Belső-tó között elterülő Gejzírmező sziklaképződményei mintegy három millió évvel ezelőtt, a földtörténeti negyedidőszakban keletkeztek. A bazaltvulkánosságot követő vulkáni utóműködés során e területen működött a legtöbb hévforrás. Az itt kialakult forráskúpok közül a legnagyobb az Aranyház-gejzírkúp, mely nevét a tömegesen rátelepedett sárga színű zuzmóról kapta. Az utóvulkáni képződmények kimagasló száma és különleges megjelenési formája volt az egyik döntő érv amellett, hogy a félsziget elnyerje az Európa Diplomát. A Hármashegyi-kúp tetejéről csodálatos kilátás nyílik a Belső-tóra és az ősközségre, az Aranyház tövében pedig, egy régi pincében, kőzetbemutató látható.

### Belső-tó

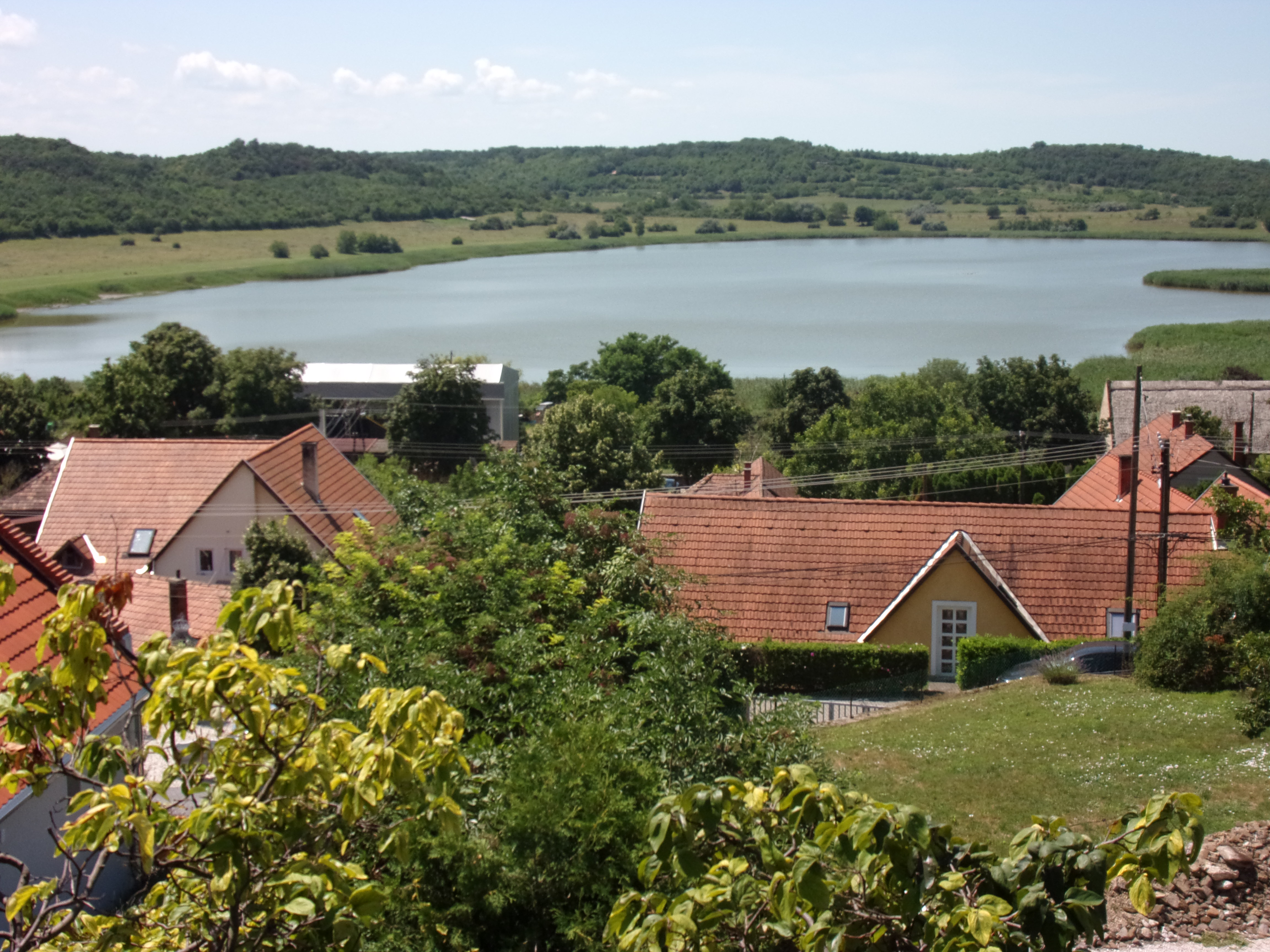
A Belső-tó a faluközpont felől

A Belső-tó közvetlenül a falu közelében található. A Balaton szintjénél 25 méterrel magasabban helyezkedik el, a vulkáni erupció lesüllyedt kalderájában. Egykor gazdag növény- és állatvilágáról volt híres. Az elmúlt évtizedekben ázsiai növényevő halfajok betelepítésével az eredeti növényzetet teljes egészében kipusztították, s az ott fészkelő madarak túlnyomó része is a Külső-tóra telepedett át. A táplálékul szolgáló növényzet eltűnése után aztán a betelepített halfajok is kipusztultak, s azóta a vegetáció lassan ismét megerősödik. A Belső-tó ma kedvelt horgászterület.

### Kiserdő-tető

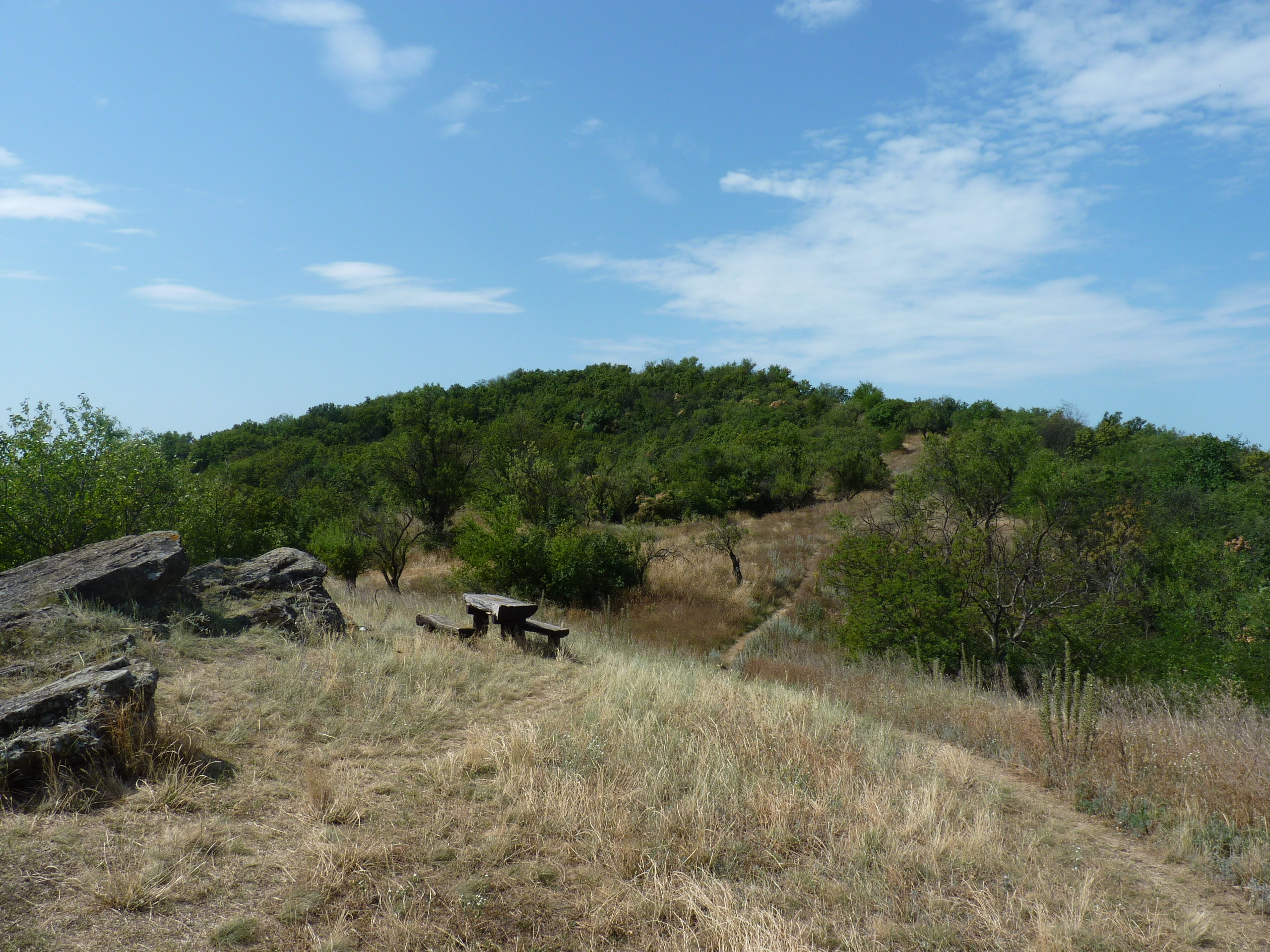
A Kis-erdő-tető

A félsziget központi részén, a Külső- és a Belső-tó között emelkedő kalderaperem-maradvány. A vulkáni működés során létrejött bazaltsziklákat a későbbi földmozgások kibillentették eredeti helyzetükből. A szél a puhább kőzetanyagot elbontotta, a szilárdabb kötőanyagú rétegek azonban ellenálltak a pusztító erőknek. Így jöttek létre az itt látható „szélmarta sziklák”. A hegy tetejét sziklagyep és pusztafüves lejtősztyepp borítja, oldalain cserszömörcés – molyhos tölgyes bokorerdő fut körül.

### Külső-tó
A Külső-tó a félsziget egykori vulkánjának főkráterében keletkezett, erősen feltöltődött, sekély tó, a tengerszint felett 116 m magasságban. Az 1800-as évek elején levezető csatornákat ástak, hogy a tó vizét az Aszófői-séden keresztül a Balatonba vezessék. A lecsapolt területet kaszálóként hasznosították. 1976-ban az akkori természetvédelmi hatóság vette át a terület kezelését. A levezető csatorna lezárásával ekkor kezdődött meg a tó eredeti állapotának visszaállítása. Az azóta eltelt három évtized alatt a vízi növényzet teljesen visszatelepült, s megjelentek a vizes élőhely jellegzetes állatfajai is. Gazdag a vízhez kötődő rovarvilág, különösen sok ritka szitakötőfaj találta itt meg életfeltételeit. Nagyszámú kétéltű és hüllő él a tóban, a mocsári teknős állománya kiemelkedő. A madarak közül a nyári lúd, a bölömbika vagy a barna rétihéja hosszabb ideje költ itt, az utóbbi években pedig a nagy kócsagok vörös és szürke gémek nagy költőtelepe jött létre.

### Óvár
A félszigetet keleti oldalról határoló markáns gerinc, a Balaton felé néző festői bazalttufa-alakzatokkal, tetején fut végig a Balaton-környék legszebb vaskori földsánc-maradványa.
Az egykori földvár maradványai közelében ún. pannon-gyepek találhatók, bennük tavasszal a kisfészkű hangyabogáncs, a nagy pacsirtafű és a tavaszi hérics csoportjai, ősszel a csillag gerepcsin lila virágtömege díszlik. Itt él a hazánkban csak két helyen előforduló nyugati ajtóscsiga is. Az Óvár keleti oldalán a 20 méter magas bazalttufa-sziklába vájt barlangok sorozata húzódik, ezek a Barátlakások. Egykor azok a bazilita szerzetesek készítették és lakták, akiket I. András királyunk felesége hozott magával a Kijevi Nagyfejedelemségből, Kr. u. 1050 körül. 1994-ben a sziklafalat és a még meglévő cellákat stabilizálták, helyreállították. Az egykor itt élt szerzetesekről kapta nevét a félsziget egyetlen felszínre bukkanó rétegforrása, a közeli Orosz-kút. (Ma gyakrabban használják a Cyprián-forrás elnevezést.)

## Élővilág

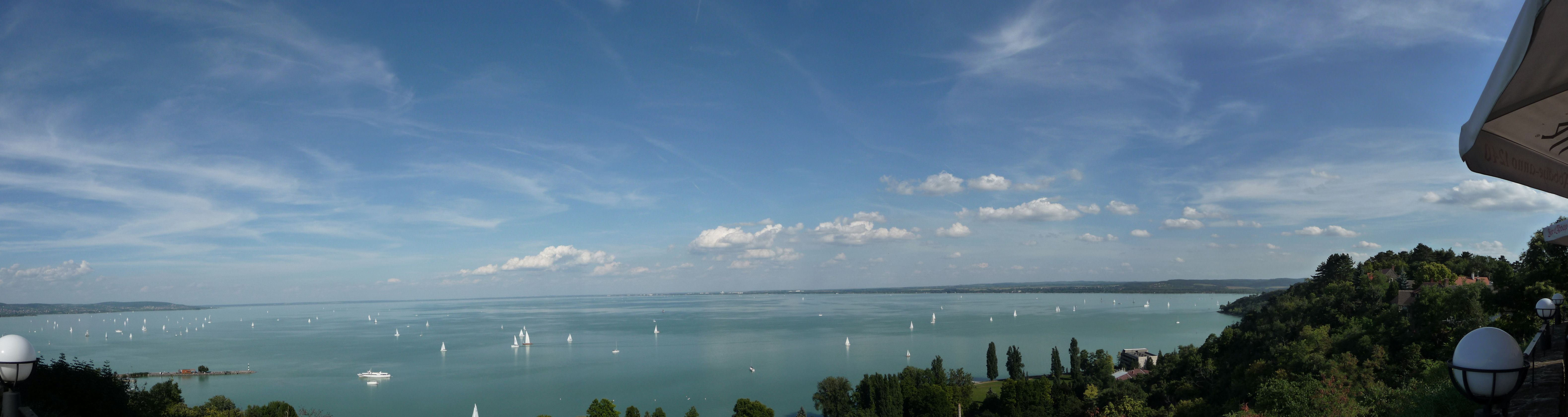
Balatoni panoráma a tihanyi Rege kávézó teraszáról

A növény- és állatvilág ritka értékei a viszonylag enyhe, mediterrán jellegű tihanyi klímának köszönhetik jelenlétüket. A száraz, molyhostölgyes- virágoskőrises- cserszömörcés erdők különösen ősszel festőiek. A félsziget ritka fészkelő madara a délies elterjedésű füleskuvik, az énekes és mannakabócák is ezekben az erdőkben élnek.

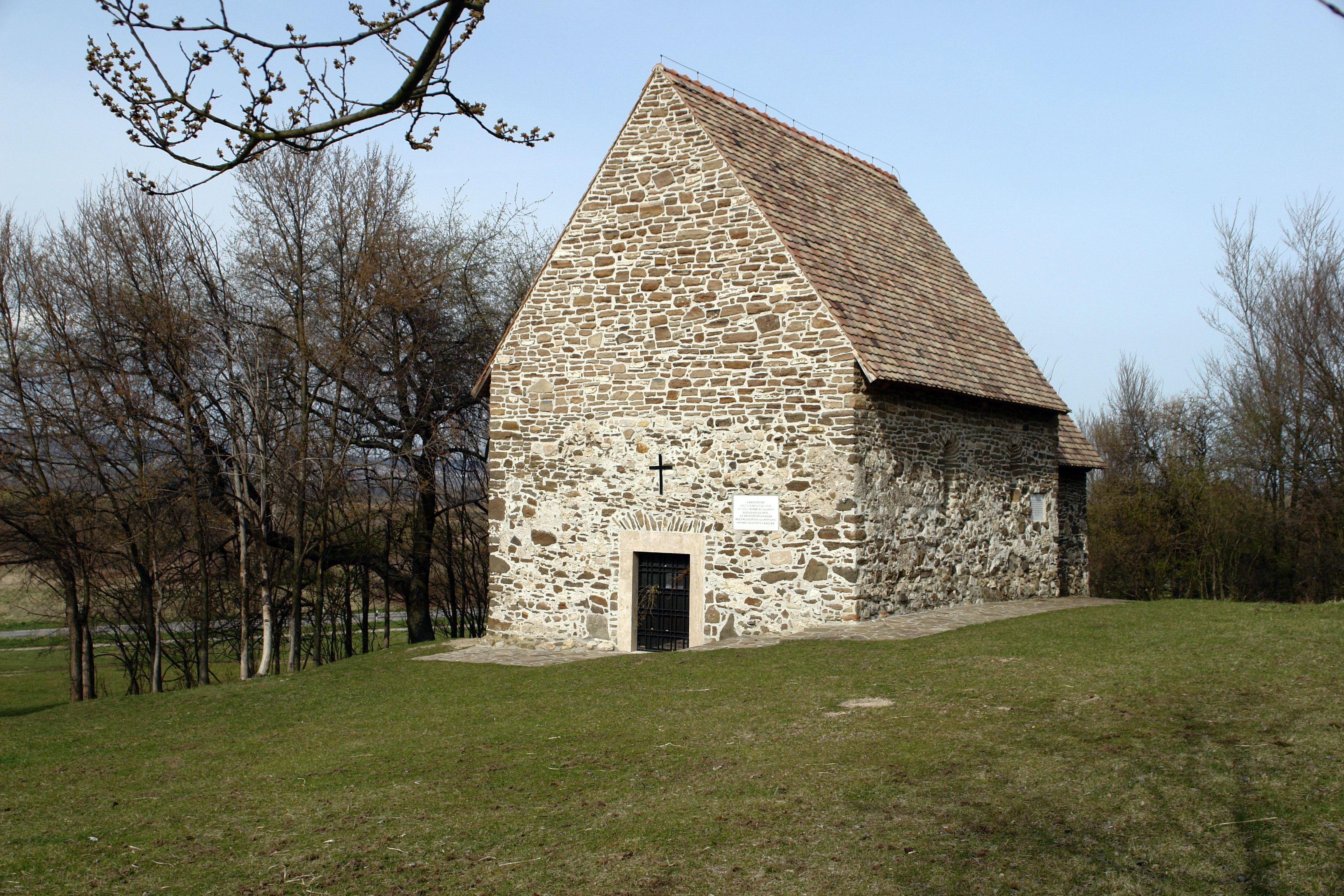
Apáti templomrom

A száraz pusztafüves lejtősztyeppekben több szubmediterrán ritka, védett növény található (vetővirág, őszi csillagvirág, borzas szulák, hártyás galambbegy). A hajdan jobban legeltetett pannon ősgyepek mára kezdenek spontán visszaerdősülni, például az Óvár oldalában. Az aktív tájkezelés módszereként, a Csúcs-hegy alatt 1990-ben létesített, tájba illő nádfedeles birkahodály lakóival (fekete rackák és merinók) tartja karban a természetvédelem az elhanyagolt tihanyi legelőket.
Különlegesen gazdag a félsziget melegkedvelő rovarfaunája is (közel 1000 faj). A lepkék közel 800 faja él Tihanyban, köztük több igen ritka faj (szürke medvelepke, pusztai piros bagolylepke, lápi araszoló lepke). Érdekes a félsziget Balatonra letörő meredek homokos-agyagos partjainak földi méh- és darázsfaunája (óriás kürtös darázs, lopódarázs, falu bundásméh) is.

## Természetvédelem
A félszigetet 1952-ben nyilvánították védetté, ez volt az első tájvédelmi körzet az országban. Területe ma 1562 ha, ebből 195 ha fokozottan védett. Két fokozottan védett része a Bozsai-öböl és a Külső-tó. Ma a Balaton-felvidéki Nemzeti Park kezelésében áll. 2003. július 1-jén Tihany az Európa Tanácstól megkapta az Európa Diploma díjas terület kitüntetést.
1990-ben a Csúcs-hegy alatt birkahodályt alakítottak ki, hogy legeltetéssel tartsák karban az elhanyagolt legelőket. A barátlakásokat 1993-ban állították helyre. 2011-ben nyílt meg a Belső-tó partján a nemzeti park látogatóközpontja, a Levendula Ház.

### Lóczy-tanösvény

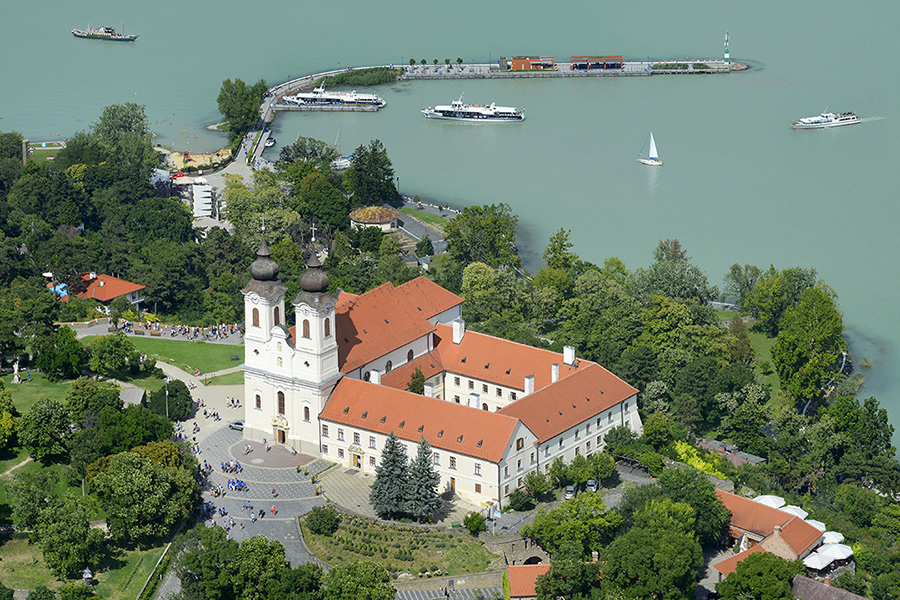
A tihanyi apátság légi felvételen

Az indulópontja a Sajkod melletti Apáti-templomromnál van, innen az Apáti-hegyen, a Nyereg-hegyen és a Csúcs-hegyen keresztül a szarkádi-erdőbe, majd a gejzírmező és az Aranyház érintésével az ősközségbe vezet. Onnan a Kiserdő-tető-Óvár-Barátlakások útvonalon a tihanyi hajóállomásra visz. A tanösvényen 7 megállót alakítottak ki, ezek egy-egy nevezetességhez kötődnek. A tanösvény nevét id. Lóczy Lajosról, a kiváló magyar geológusról, geográfusról kapta, aki a területet sokáig vizsgálta, a Balaton-kutatásainak két évtizedes eredményét A Balaton tudományos tanulmányozásának eredményei c. műben tették közzé.

## Történelem
A félszigeten I. András király 1055-ben bencés apátságot alapított. A 11–12. században valószínűleg Kijev környékéről érkezett keleti rítusú szerzetesek éltek az Óvár Balaton felőli oldalának tufaszikláiba vájt barátlakásokban. A bencés apátság mai helyén a 18. századig végvár állt, melyet a török nem tudott bevenni.

## Népesség
A félszigeten ma csak egy község, Tihany található; hajdan még két falu (Apáti és Újfalu) állott ott, de ezek elpusztultak és lakosaik Somogyba és Zalába költöztek.